# Specie invasive in Italia
Le specie invasive in Italia sono specie aliene di animali, vegetali e funghi che sono riuscite ad adattarsi in maniera eccellente a specifici habitat interni al territorio nazionale causando danni all'ecosistema e/o alle popolazioni umane.

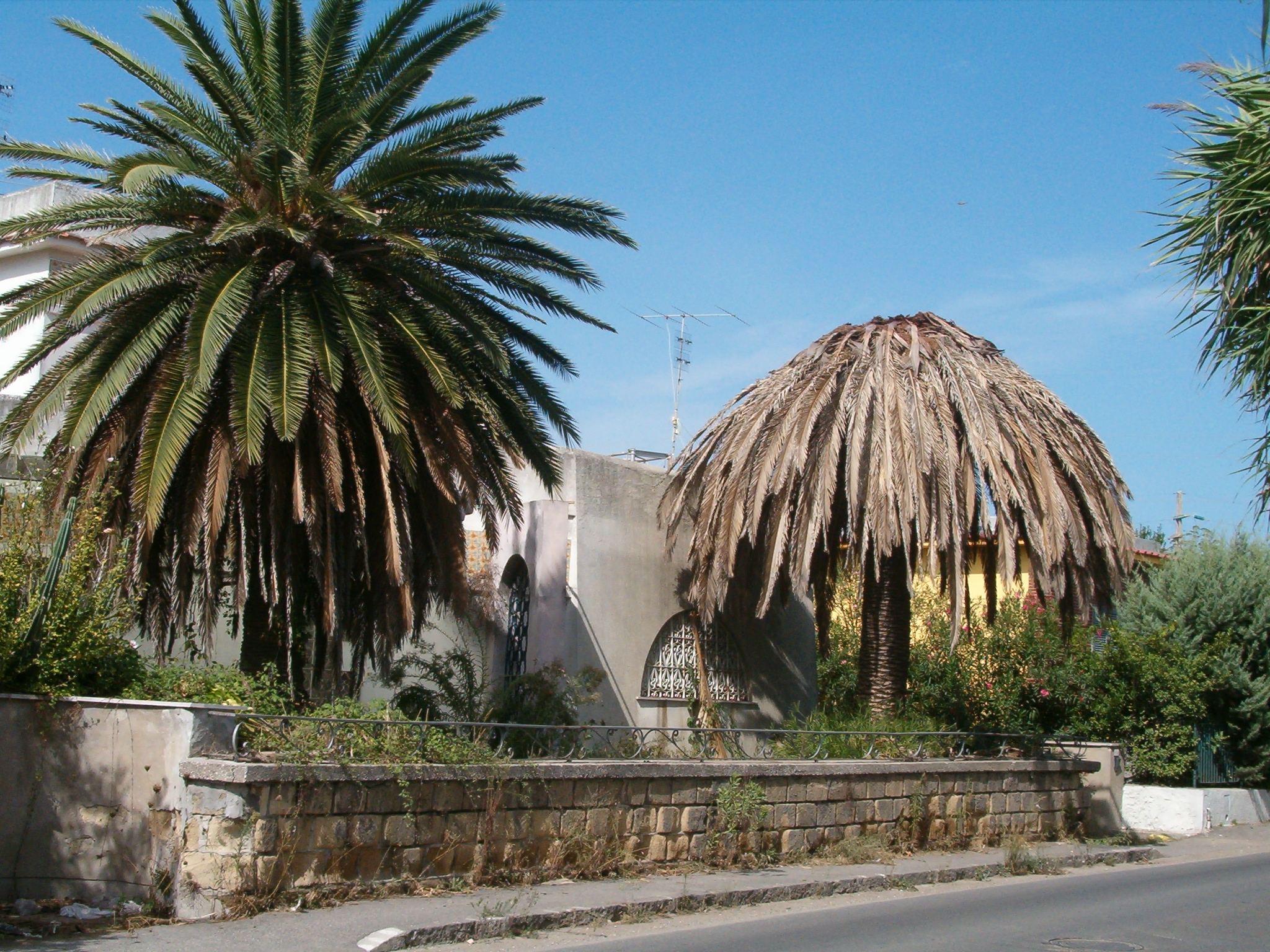
Esemplare di palma infestata dal punteruolo rosso con il tipico portamento della chioma "ad ombrello aperto".

## Origine del problema
Le invasioni biologiche sono una minaccia emergente e vengono oggi considerate una delle cinque principali cause della perdita di biodiversità, insieme alla distruzione degli habitat, allo sfruttamento eccessivo delle risorse, ai cambiamenti climatici e all'inquinamento.
Alcune specie sono state introdotte in Italia volontariamente, come animali allevati a fini produttivi, animali domestici o piante ornamentali, mentre altre sono giunte involontariamente attraverso gli scambi commerciali o rotte turistiche. Non tutte le specie aliene ovvero alloctone sono necessariamente invasive: lo sono quando entrano spesso in contrasto con specie locali, ovvero autoctone e la convivenza diviene competitiva. Spesso le specie locali sono più sofferenti in questa competizione e soccombono o diventano minoritarie nel loro habitat naturale.
La fauna e la flora italiana sono già ricche di animali e piante introdotti più o meno volontariamente a partire dall'antichità; se l'introduzione è molto antica, è talora molto difficile capire se la specie è indigena o meno: è il caso, ad esempio, della carpa, presente su tutto il territorio nazionale ed introdotta probabilmente al tempo dell'Impero Romano.
| Tipo e specie                 | Note |  |
| Gambusia                      | È un pesce tropicale di piccole dimensioni, nativo dei bacini del golfo del Messico (Mississippi), dove si ritrova in acque dolci e salmastre, lente e paludose. È stato introdotto in Italia a partire dalla prima metà del XX secolo, intorno agli anni '20-'30 nella speranza che eliminasse le uova di zanzara di cui si ciba. A tal fine, le Aziende Sanitarie hanno promosso l'immissione di questa specie nei laghi, pozze d'acqua, fontane e stagni. Oggi la sua capacità della gambusia nella difesa contro le zanzare è messa in discussione, mentre crea danni ecologici poiché minaccia la sopravvivenza delle specie native. I danni sono legati alla competizione con gli altri pesci e crostacei e alla predazione di insetti nativi. Inoltre, la gambusia è un potenziale ospite di parassiti, che vengono poi trasmessi ai pesci nativi. |  |
| Gatto domestico               | Gli esemplari domestici o reinselvatichiti predano la fauna locale. Il gatto ha impatti predatori altissimi: è la specie al mondo che ha provocato più estinzioni, cacciando uccelli, lucertole, anfibi e, in generale, tutti i piccoli vertebrati. Un singolo esemplare femmina può partorire fino a dodici cuccioli l'anno e raggiunge la maturità sessuale a soli sei mesi di età. I tentativi attualmente in atto per ridurre il numero dei gatti di strada sono insufficienti. La tecnica di gestione della popolazione selvatica attraverso la sterilizzazione (o TNR: Trap-Neuter-Return, ossia cattura, sterilizzazione e rilascio) impedisce ad alcuni gatti di riprodursi, ma non di predare la fauna selvatica. È inserito nella lista delle cento specie invasive molto dannose. |  |
| Trachemys scripta ssp.        | È una tartaruga originaria del Nord America, e principalmente in Florida e stati limitrofi, che con le sue varie sottospecie, si trovava spesso in vendita nei negozi d'animali. Se nutrita adeguatamente, può raggiungere i 30 centimetri di lunghezza. Veniva spesso liberata perché difficile da gestire in un ambiente domestico. In Italia è stata introdotta anche a fini ornamentali nei laghetti e stagni dei parchi urbani. Questa specie provoca seri danni all'ecosistema poiché predatore di invertebrati e delle loro larve oltre che di anfibi, pesci e uccelli acquatici. È inoltre ritenuta concausa della diminuzione degli esemplari dell'autoctona Emys orbicularis. Si stima che in Italia giungessero circa 900 000 testuggini l'anno: l'abnorme diffusione degli esemplari negli specchi d'acqua, nei fiumi, nelle fontane e nei laghi dei parchi pubblici è dovuta esclusivamente al continuo rilascio di esemplari adulti o subadulti. |  |
| Scoiattolo grigio             | Questo scoiattolo, autoctono in nord America, è arrivato in Italia come animale da compagnia. Ne sussistono attualmente tre popolazioni isolate: una a Candiolo (in provincia di Torino), introdotta nel 1948 ed in forte espansione nonostante i progetti di eradicazione; una a Genova Nervi in Liguria, introdotta nel 1966; la terza, introdotta nel 1994 a Trecate in Piemonte, diffusasi poi oltre il Ticino, entrando in Lombardia dove è ora presente a Legnano, Rho e Monza, in particolare nei parchi urbani. Lo scoiattolo grigio costituisce una grave minaccia per lo scoiattolo rosso con cui compete e al quale può trasmettere alcune malattie. Dove arriva lo scoiattolo grigio molto spesso lo scoiattolo rosso si estingue. Lo scoiattolo grigio può anche causare danni agli alberi ed economicamente può avere un notevole impatto sulle coltivazioni di noccioli e pioppi. |  |
| Zanzara tigre                 | Originaria del sud-est asiatico, questa zanzara ha sfruttato i trasporti commerciali umani per diffondersi in molte zone del mondo. Alla metà del XX secolo si diffuse in Africa e nel Medio Oriente e a seguire in America meridionale, negli Stati Uniti d'America, in Oceania e per ultima in Europa. I primi esemplari riprodotti in Europa sono stati ritrovati in Albania nel 1988), mentre in Italia comparve 10 anni dopo a Genova, in un deposito di pneumatici usati, importati dall'estero. Da qui si è diffusa praticamente in tutta la penisola, in particolare in Romagna e diffondendosi anche in Francia, Spagna e Svizzera. La diffusione è capillare anche in tutte le città portuali europee. L'Italia è il paese più colpito in Europa dalla zanzara tigre. L'insetto risulta essere il vettore di circa 20 virus diversi, come febbre gialla e la chikungunya. La comparsa di quest'ultima febbre nel 2007 in Italia settentrionale «ha dimostrato la complessità del problema» . Le proiezioni dei cambiamenti climatici mostrano che la zanzara tigre probabilmente si diffonderà ancora, in particolare nel Mediterraneo, ma anche più a Nord. |  |
| Gambero rosso della Louisiana | Originario dell'America del nord, e più precisamente della Louisiana, in Italia fu importato in Toscana da un'azienda di Massarosa, vicino al Lago di Massaciuccoli, per un tentativo di allevamento e commercializzazione. Si è poi diffuso, dopo esser sfuggito al controllo degli allevamenti, anche in alcune zone del Lazio, dell'Umbria, del Piemonte, dell'Emilia, della Lombardia della Calabria e del Veneto. Particolarmente tollerante ai cambiamenti ambientali e di costituzione robusta, capace di resistere molto tempo fuori dall'ambiente acquatico e quindi di spostarsi facilmente da un corpo d'acqua all'altro, questa specie sta mettendo a repentaglio la sopravvivenza del gambero di fiume italiano (Austropotamobius pallipes). Queste caratteristiche gli hanno valso il nome di “gambero killer” con il quale è noto nelle regioni centro-settentrionali d'Italia dove la sua espansione è cominciata soprattutto a partire dagli anni Novanta. |  |
| Punteruolo rosso              | Responsabile di seri danni alle coltivazioni di Cocos nucifera nell'Asia sudorientale, tramite commercio di piante infette ha raggiunto quasi tutti i paesi del bacino meridionale del Mar Mediterraneo dove sta distruggendo le palme (a onor del vero anch'esse non autoctone). I trattamenti chimici curativi richiedono l'impiego di insetticidi sistemici e una diagnosi precoce dell'infestazione; trattamenti curativi tardivi, oltre ad essere inutili per risolvere l'attacco nella pianta infestata, sono anche di scarsa efficacia. L'impiego di antagonisti naturali è ancora in fase di studio e al momento non ci sono ancora prospettive di applicazione significative. Scarsi risultati hanno finora prodotto le ricerche in merito alla possibilità di sfruttamento della tecnica del maschio sterile. |  |
| Vespa velutina                | Una specie straniera di recentissima introduzione è il calabrone asiatico, la Vespa velutina nigrithoraxis. I ricercatori europei hanno lanciato l'allarme, in quanto questo insetto può avere un grosso impatto sulle api autoctone e di conseguenza sull'apicoltura, settore già colpito negli ultimi anni dalla forte diminuzione di esemplari di questi imenotteri. Il calabrone asiatico attacca le api da miele europee, soprattutto nel periodo fra giugno e settembre. Vale la pena ricordare che circa l'84% delle specie di piante e il 76% della produzione alimentare in Europa dipende dall'impollinazione delle api. La Vespa velutina nigrithoraxis è stata ufficialmente definita come persistente in Francia nel 2005; prima della fine del 2006 era presente nella regione dell'Aquitania e, infine, si è stabilita definitivamente nell'area sudoccidentale del Paese. Poi è arrivata in Spagna e sporadicamente è stata osservata in Italia. L'ipotesi più probabile è che questo calabrone asiatico sia arrivato insieme a merci cinesi provenienti dallo Yunnan, favorita dalle condizioni climatiche dell'Europa meridionale, simili a quelle dell'Asia continentale. Di fronte all'emergenza scatenata dall'arrivo di questa nuova specie invasiva, i Paesi UE saranno chiamati a creare un meccanismo di coordinamento, che farà riferimento a servizi già esistenti, come servizi fitosanitari nazionali e servizi regionali come le A.R.P.A.. Tuttavia ad oggi non è ancora chiaro il quadro di ruoli e competenze istituzionali. |  |
| Siluro                        | Grosso pesce gatto dell'Europa centro orientale |  |
| Pesce gatto americano         | |  |
| Trota Iridea                  | |  |
| Trota Fario                   | Specie alloctona che mette in pericolo la sopravvivenza della trota mamorata autoctona del nord Italia a causa dell'ibridazione tra specie |  |
| Boccalone (Black Bass)        | |  |
| Granchio blu                  | Originario dell'Atlantico Americano, questo granchio è arrivato in Europa a causa dell'acqua di zavorra delle navi. |  |
| Mantide gigante asiatica      | Una grossa mantide proveniente dall'Asia, che sta causando la diminuzione della Mantis religiosa nostrana. |  |

| Tipo e specie    | Note |
| Ambrosia         | Specie nordamericana con un enorme potere allergenico. Circa il 10-20% di quanti soffrono di allergia al polline ne vengono colpiti e le reazioni arrivano anche a 200 chilometri di distanza dalla pianta. Essa ha inoltre effetti sinergici anche con altre specie allergeniche. In Lombardia i problemi causati da Ambrosia artemisiifolia hanno particolare rilevanza sotto l'aspetto sanitario, data la notevole diffusione sul territorio cittadino e l'elevato numero di persone colpite per questo. Dal 1999 un'ordinanza regionale impone lo sfalcio nel periodo della crescita precedente la fioritura, con multe fino a 500€ per i contravventori. Nel 2013 la provincia di Milano ha sostenuto due milioni di euro di spesa sanitaria per l'allergia causata dall'ambrosia. Un rapporto dell'Agenzia europea dell'ambiente ha lanciato l'allarme su un fenomeno in aumento, che provoca rischi a livello ambientale, economico e sulla salute umana. |
| Ailanto          | Detto anche albero del paradiso è una pianta decidua appartenente alla famiglia delle Simaroubaceae, nativa della Cina nordoccidentale e centrale e di Taiwan. La pianta fu introdotta in Europa con un entusiasmo iniziale per la grande resistenza anche in ambienti degradati e difficili per altri alberi. La prospettiva però mutò a causa della grande capacità pollonante dell'ailanto e la sua tendenza a diffondersi spontaneamente. Sfuggendo alle coltivazioni è infatti presente come specie naturalizzata in molte regioni d'Europa e degli Stati Uniti e in altre zone al di fuori del suo areale originario. L'ailanto è spesso una specie invasiva, grazie alla sua capacità di colonizzare rapidamente aree disturbate e soffocare i competitori inibendo il loro sviluppo con sostanze allelopatiche dalle radici. In Australia, negli Stati Uniti d'America, in Nuova Zelanda e in numerosi paesi dell'Europa meridionale e dell'Europa orientale, è considerata una specie molto invasiva e quindi nociva per gli ambienti naturali. La sua eradicazione è difficile, perché l'albero ricaccia vigorosamente se tagliato; la lotta contro l'ailanto è necessaria solo dove esso entra in competizione con piante autoctone. In aree antropizzate, come le alberature cittadine e i bordi delle strade, la necessità della lotta va valutata caso per caso, a seconda se ci sia oppure no un pericolo di diffusione in ambienti naturali; quando tale pericolo è assente, la lotta all'ailanto non è necessaria. |
| Robinia          | È una pianta della famiglia delle Fabaceae originaria dell'America del Nord dove forma boschi puri. Fu importata in Europa nel 1601 a fine del XVIII secolo in Italia sia per stabilizzare il terreno che per scopo ornamentale in parchi e giardini. Dal Novecento è considerata come naturalizzata e entità integrante della flora italiana.Oggi in vaste aree della pianura Padana, tende a sostituire i pioppi e i salici autoctoni che crescevano lungo le rive dei fiumi. Costituisce boschi puri o misti in tutte le aree planiziali e pedemontane della Padania; si trova inoltre lungo le rive di rogge e torrenti e cresce bene su suoli sabbiosi. |
| Prugnolo tardivo | Il ciliegio o prugnolo tardivo è un albero alto fino a 20 metri con fiori a grappoli bianchi e bacche scure a maturità, originaria dell’America settentrionale e centrale. Introdotto in Francia e Gran Bretagna all'inizio del XVII secolo come pianta ornamentale e successivamente, alla fine del XIX secolo, come pianta forestale per incrementare la produzione sui suoli sabbiosi e per il ripristino delle aree minerarie. Sfuggendo al controllo si è espansa in molte aree dell'Europa continentali. Il prugnolo tardivo è molto competitivo, colonizza i margini e l’interno dei boschi, i prati, gli incolti. Alla prima interruzione o riduzione nella copertura vegetale, prendo il sopravvento sulle specie native impoverendo così la biodiversità. Compone fitti boschi puri anche grazie al fatto che le radici rilasciano nel suolo sostanze in grado di inibire la germinazione e lo sviluppo di altre specie arboree e erbacee. Compete con le specie native soprattutto nella fase di rinnovazione naturale del bosco; dal punto di vista economico ciò determina costi aggiuntivi nella gestione forestale. In Italia si trova unicamente in Insubria, in un areale che spazia dalla Sesia all'Adda, seppur in espansione verso Pinerolo (a ovest) e Bergamo (a ovest).. |